# Odd Nerdrum
Odd Nerdrum (Helsingborg, 8 aprile 1944) è un pittore norvegese.

## Biografia
Nerdrum nacque a Helsingborg, in Svezia, da combattenti della resistenza che erano fuggiti dalla Norvegia occupata dai tedeschi durante la seconda guerra mondiale. Alla fine della guerra Nerdrum tornò in Norvegia con i suoi genitori. Nel 1950 i genitori di Nerdrum divorziarono, lasciando alla madre il compito di crescere Nerdrum e suo fratello minore.
Nerdrum fu educato in una scuola di Rudolf Steiner e successivamente presso l'Accademia d'arte di Oslo. Insoddisfatto dalla forma d'arte insegnata all'Accademia e dall'arte moderna in generale, Nerdrum iniziò a insegnarsi a dipingere in uno stile post moderno con Rembrandt e Caravaggio come influenze. Nel 1965, iniziò uno studio di diversi mesi con l'artista tedesco Joseph Beuys.